# 1,2-Butadien
1,2-Butadien, CH
2=C=CHCH
3 – organiczny związek chemiczny, węglowodór nienasycony z grupy dienów skumulowanych (allenów). Jest bezbarwnym, łatwopalnym gazem o słodkim zapachu.
Jego izomerem funkcyjnym jest 1,3-butadien.